# Kyōtango
Kyōtango (japanska: 京丹後市?, Kyōtango-shi) är en stad i Kyoto prefektur i Japan. Staden skapades 2004  genom sammanslagning av kommunerna
Mineyama, Ōmiya, Amino, Tango, Yasaka och Kumihama.